# فیث لئون
فیث لئون (به انگلیسی: Faith Leon) یکی از بازیگران سابق فیلم‌های پورنوی آمریکایی است. او در سال ۲۰۰۴ وقتی که ۱۹ سال داشت شروع به حضور در فیلم‌های بزرگسالان کرد و از آن زمان در بیش از ۱۵۰ نسخه فیلم بازی داشته است و با نام‌های مختلف دیگری به روی صحنه رفته است.

## جوایز
- نامزد جایزه ای‌وی‌ان ۲۰۰۷ – بهترین صحنه سکس سه طرفه – لخت و نامی[۱]
- نامزد جایزه ای‌وی‌ان ۲۰۰۷ – بهترین صحنه سکس گروهی، ویدئو – زیبای سیاه و سفید[۱]
- نامزد جایزه ای‌وی‌ان ۲۰۰۸ – ستاره کوچک گمنام سال[۲]
- برنده جایزه ای‌وی‌ان ۲۰۰۸ – بهترین صحنه سکس تمام-دختر، فیلم – سکس و ویولون[۲]
- نامزد جایزه ای‌وی‌ان ۲۰۰۸ – بهترین صحنه سکس تمام-دختر، فیلم – از میان چشمانش[۲]
- برنده جایزه ای‌وی‌ان ۲۰۰۸ – بهترین صحنه سکس دونفره، فیلم – X[۲]
- نامزد جایزه ای‌وی‌ان ۲۰۰۹ – بهترین صحنه سکس گروهی – شهر خاموش[۳]